# Cerimônia de abertura dos Jogos Paralímpicos de Verão de 2016
A cerimônia de abertura dos Jogos Paralímpicos de Verão de 2016 ocorreu na noite de 7 de setembro de 2016 no Estádio do Maracanã, Rio de Janeiro, a partir das 18:30 (21:30 UTC).

## Preparações
O tema da cerimônia foi "Todo Mundo tem um Coração"; e foi roteirizada pelo escritor Marcelo Rubens Paiva.Este afirmou durante a coletiva de imprensa prévia a cerimônia, na qual ele declarou que a cerimônia se concentraria "na humanidade, nos sentimentos, nas dificuldades, na solidariedade e no amor" e "evoca emoção, risos e lágrimas". Pelo menos 2.500 pessoas estiveram envolvidas na cerimônia, incluindo 500 profissionais criativos e 2.000 voluntários. A coreografia foi coordenada por Cassi Abranches, coreografa principal do Grupo Corpo.
Em 2 de setembro de 2016, o diretor Fred Gelli revelou que a cerimônia contaria com a medalhista paralímpica americana no snowboarding.Amy Purdy.Purdy encantou o mundo com a sua participação na versão americana do programaDancing with the Stars ao ser a primeira amputada a participar de uma versão da franquia e que ela se apresentaria com um "parceiro surpresa" e com uma coreografia inspirada na "globalização do samba". Apesar de não fornecer detalhes específicos, e em meio a questões financeiras maiores que cercam os Jogos, Flávio Machado afirmou que o orçamento da cerimônia seria fiscalmente responsável, explicando que o seu orçamento "foi suficiente para fazer o que queríamos criar. Não foi um problema e não vai ser um desculpa ".
Em 6 de setembro de 2016, foi anunciado que o presidente do Comitê Olímpico Internacional,Thomas Bach,não iria participar da cerimônia de abertura, devido ao funeral do ex-presidente da Alemanha Ocidental Walter Scheel,que era seu amigo. Em seu lugar, estaria o sul-africano Sam Ramsamy que era o membro do COI, que tinha a responsabilidade de ser interlocutor entre o IPC e o COI. foi a primeira vez desde 1984 que o presidente em exercício do COI não participava da cerimônia de abertura de uma Paralimpíada.

## Sinopse

### Prólogo

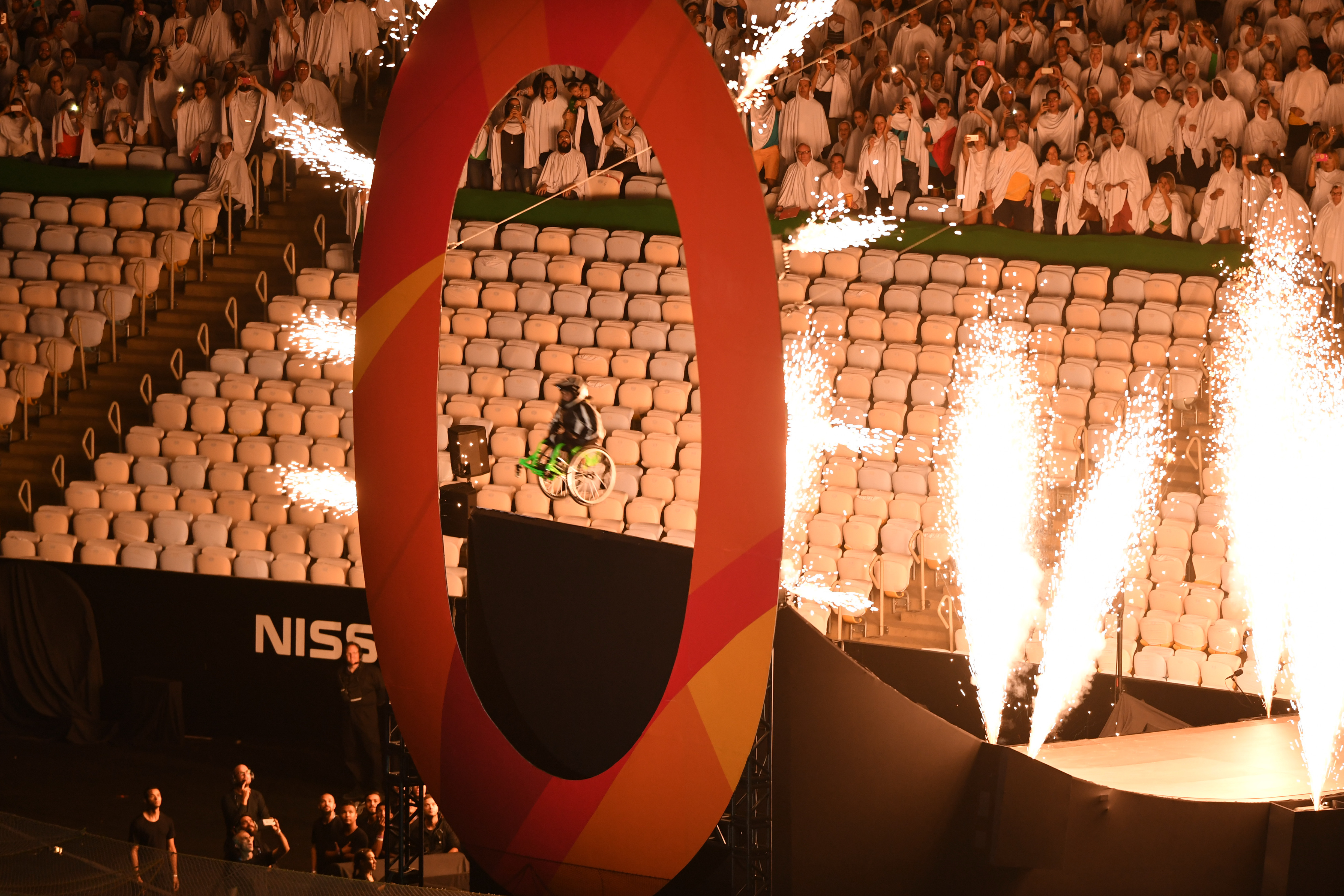
Aaron Fotheringham entra no estádio em uma rampa.

A cerimônia começou com um segmento pré-gravado, com a participação de Philip Craven,o então presidente do Comitê Paralímpico Internacional. Depois de seu voo direto para o Rio ser cancelado, Craven teve que pegar um voo direto para Belém e fazendo escalas, em várias cidades brasileiras até chegar no Rio de Janeiro,aonde visitou diversos pontos turísticos da cidade. A contagem regressiva de dez foi realizada usando números que se desenrolaram a partir do cobertura superior do estádio. Para a conclusão da contagem regressiva, o dublê em cadeira de rodas Aaron "Wheelz" Fotheringham desceu uma rampa, saltando através de um grande número "0" e realizou um mortal caindo em uma almofada gigante. O primeiro segmento da parte cultural da cerimônia homenageou à invenção da roda, com as famosas rodas de samba e com artistas usando diversos meios de locomoção em que as rodas faziam a movimentação.
O segmento seguinte apresentou a diversidade das praias do Rio de Janeiro, numa representação de um dia de verão na Praia de Copacabana, com diversas figuras habituais do local como os vendedores de mate, os jogadores de futevôlei e os surfistas .Ao final do ato, o ultra campeão brasileiro Daniel Dias apareceu em uma projeção nadando no estádio. Daniel não pode participar presencialmente da cerimônia devido ao fato de que competiria no dia seguinte. Este momento foi seguido por uma homenagem a influência africana sobre a cultura brasileira. O Hino Nacional Brasileiro foi realizado no piano por João Carlos Martins, enquanto os mesmos artistas do seguimento da praia estavam dispostos no chão do estádio e formaram a bandeira do Brasil.

### Parada das nações

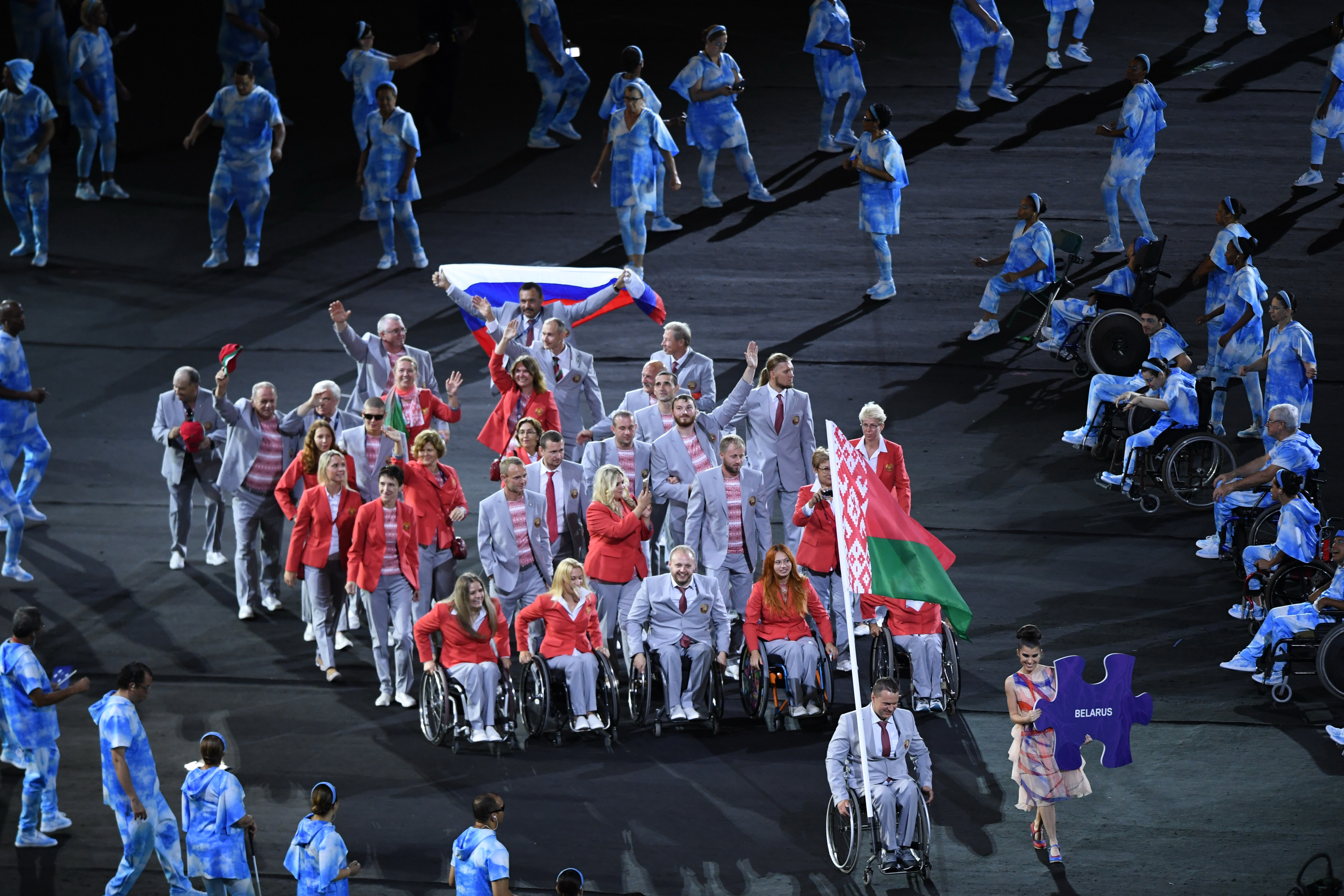
A delegação bielorrussa no desfile das nações levando as bandeiras russa e bielorrussa.

Após a primeira parte do protocolo, houve a parada das nações em que os atletas dos 162 Comitês Paralímpicos Nacionais participantes desfilaram no estádio, este segmento foi liderado pela delegação dos atletas independentes. Cada equipe foi acompanhada por uma pessoa que levava o nome do país inscrito em português em uma peça de quebra-cabeça e cada uma destas tinha uma marcação individual. Em um momento constrangedor, um delegado de Belarus, protestou contra o banimento da delegação russa  dos Jogos, o que foi uma das diversas consequências do escândalo de doping institucional da Rússia na última edição dos Jogos de Inverno, 2 anos antes,ao carregar uma bandeira da Rússia durante o desfile. Depois da entrada de todas as delegações, todas as peças foram posicionadas no campo do estádio e quando o artista multimídia Vik Muniz,encaixou a última peça, uma projeção simulou a figura de um coração batendo e dando vida a um atleta. .

### Abertura
A entrada dos atletas foi seguida pelo discurso de abertura do chefe do Comitê Organizador do Rio 2016, Carlos Arthur Nuzman, que convidou os atletas a "jogar limpo, respeitar as regras e, acima de tudo, se divertir fazendo o que você fazem de melhor"; Durante seu discurso, Nuzman foi vaiado por fãs presentes após ele agradecer os governos locais por suas contribuições para a organização dos Jogos Paralímpicos. O discurso de Nuzman foi seguido por um acalorado discurso do presidente do então presidente do IPC Philip Craven, em que ele  convidou os espectadores para "ver o verdadeiro significado do esporte e a verdadeira definição da capacidade", explicando que "em um país que tem enfrentado grandes desafios, as Paralímpiadas mudariam a forma da população brasileira a perceber as necessidades das pessoas com deficiência e as suas limitações". Craven, ainda reiterou com a seguinte frase "Eles vão surpreendê-los, inspirar e irão excitar vocês, mas a forma em que isso irá acontecer irá mudar". Em seguida, os jogos foram oficialmente abertos pelo Presidente do Brasil, Michel Temer, que também foi vaiado.

### Segmentos culturais

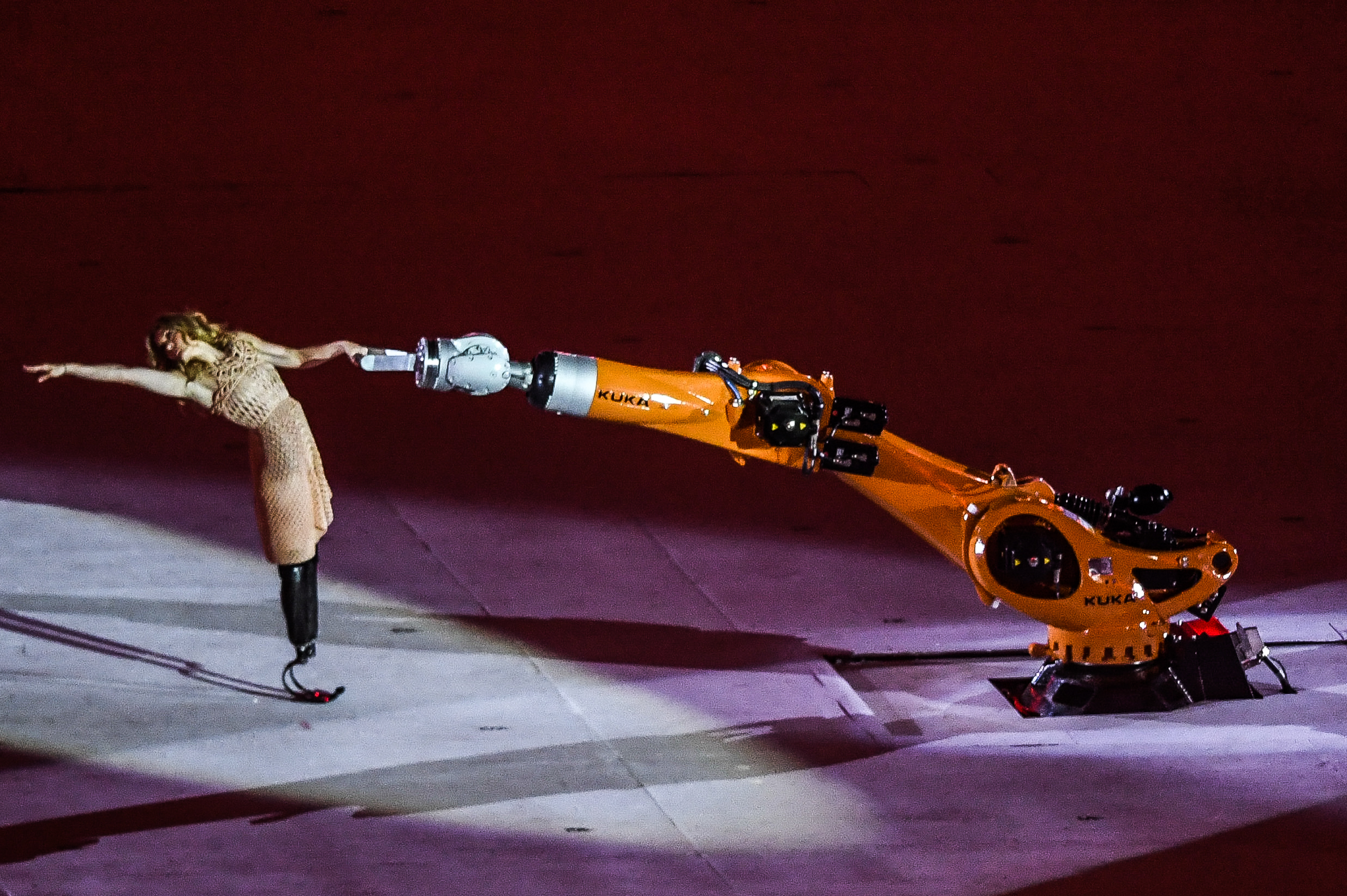
Amy Purdy dança ao lado de um braço robótico.

Um segmento representando a mudança de visão e de sentido sobre os paratletas, apresentou dançarinos vestidos de preto, enquanto carregavam bastões de luz branca simulando bengalas, seguidos por uma rotina apresentada um par de dançarinos amblíopes auxiliados por um piso tátil. Esta parte contou com a apresentação dos pictogramas dos esportes paralímpicos por meio de uma ilusão de ótica..Em um momento foram se apresentadas diversas jangadas, representando a praia de Iracema em Fortaleza e os "novos ares" nos quais o esporte paralímpico teria na América Latina com a realização dos Jogos no Brasil, diversos elementos se posicionaram e formaram os "agitos" que são o símbolo do movimento paralímpico internacional. Neste momento; a bandeira paralímpica entrou no campo do estádio e foi trazida por pais e crianças que faziam parte de um projeto experimento AACD em São Paulo, em que país e filhos com paralisia cerebral podem jogar futebol juntos. Em seguida, a bandeira paralímpica foi hasteada ao som do hino paralímpico e ao mesmo tempo um vídeo institucional do IPC chamado "Espírito em Movimento foi apresentado, neste vídeo diversos paratletas foram filmados fazendo os movimentos de seus respectivos esportes.  Na sequência da tomada dos juramentos, Amy Purdy entrou dançando no estádio, usando figurinos impressos em uma impressora 3D desenhados pela estilista israelense Danit Peleg. Após a sua entrada, Purdy revelou o seu parceiro de dança, um braço robótico KUKA. A ideia deste segmento era a de que homens e tecnologia poderiam coexistir e de que a tecnologia pode ser benéfica para a integração de pessoas com deficiência a sociedade.

### Acendimento da pira paralímpica
Ao final da cerimônia caiu sobre o Maracanã uma chuva torrencial e a chama paraolímpica foi trazida para o estádio por alguns dos pioneiros brasileiros no paradesporto. A chama entrou no estádio sendo portada pelo velocista Antônio Delfino, que conquistou 2 medalhas de ouro nas Jogos Paralímpicos de Verão de 2004, Delfino passou a tocha para Márcia Malsar que é a primeira campeã paralímpica brasileira nos Jogos Paralímpicos de Verão de 1984,nos eventos realizados em Nova Iorque.Em um momento emocionante, Malsar escorregou no chão molhado, caiu e deixou a tocha cair no chão. Em um esforço singular, ela conseguiu sozinha pegar a tocha e se levantar para continuar a sua perna do revezamento. Ao terminar a sua passagem, ela passou a tocha para o primeiro grande nome mundial do paradesporto no país,a velocista Ádria Santos,que no período entre 1988 e 2008,conseguiu 13 medalhas paralímpicas (sendo 4 delas de ouro) e é a maior medalhista feminina da história paralímpica do país. Santos entregou a tocha o último portador,o nadador Clodoaldo Silva,que foi o grande responsável pela entrada do paradesporto entrar no "mainstream" brasileiro, ao conquistar 6 medalhas de ouro nos Jogos Paralímpicos de Verão de 2004. Tal como,nos Jogos Olímpicos, a pira estava localizada no topo de uma escada, Clodoaldo,ficou parado com a tocha por alguns minutos, até que a escada se abriu, revelando uma série de rampas, Silva com o próprio esforço subiu a rampa e acendeu a pira. Ao contrário dos Jogos Olímpicos, a pira ficou em um módulo mais baixo, simbolizando a adaptação dos espaços esportivos para o paradesporto e a acessibilidade dos espaços públicos. O acendimento foi seguido por uma performance musical do cantor Seu Jorge.